# Nukleoid

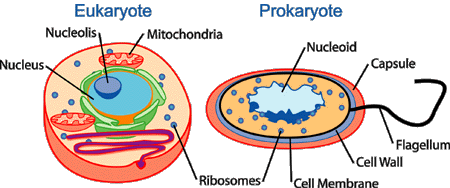
Komórka prokariotyczna z uwidocznionym nukleoidem w porównaniu z komórką eukariotyczną

Nukleoid (prokarion) – obszar cytoplazmy komórek prokariotycznych, w którym znajduje się kolista nić kwasu deoksyrybonukleinowego (DNA) w postaci genoforu. Jej odpowiednikiem u eukariontów jest jądro komórkowe, które dodatkowo otoczone jest błoną jądrową.
Genofor („chromosom bakteryjny”) jest podstawową strukturą przechowującą bakteryjny materiał genetyczny, będący dwuniciowym helikalnym DNA tworzącym zamknięty okrąg. Zwinięty jest w ok. 40 pętli przy centralnie leżącym rdzeniu zbudowanym z RNA, zasadowych białek HU i H. Nukleoid jest połączony z plazmalemmą, tworzy go 700–9 500 kbp i ma wielkość ok. 100-200 nm.
Nukleoidem nazywany jest także rdzeń peroksysomu, czyli krystaliczna postać enzymu oksydazy moczanowej albo urykazy. Nie jest to struktura obecna w każdym peroksysomie.